# Vincent Robert Capodanno

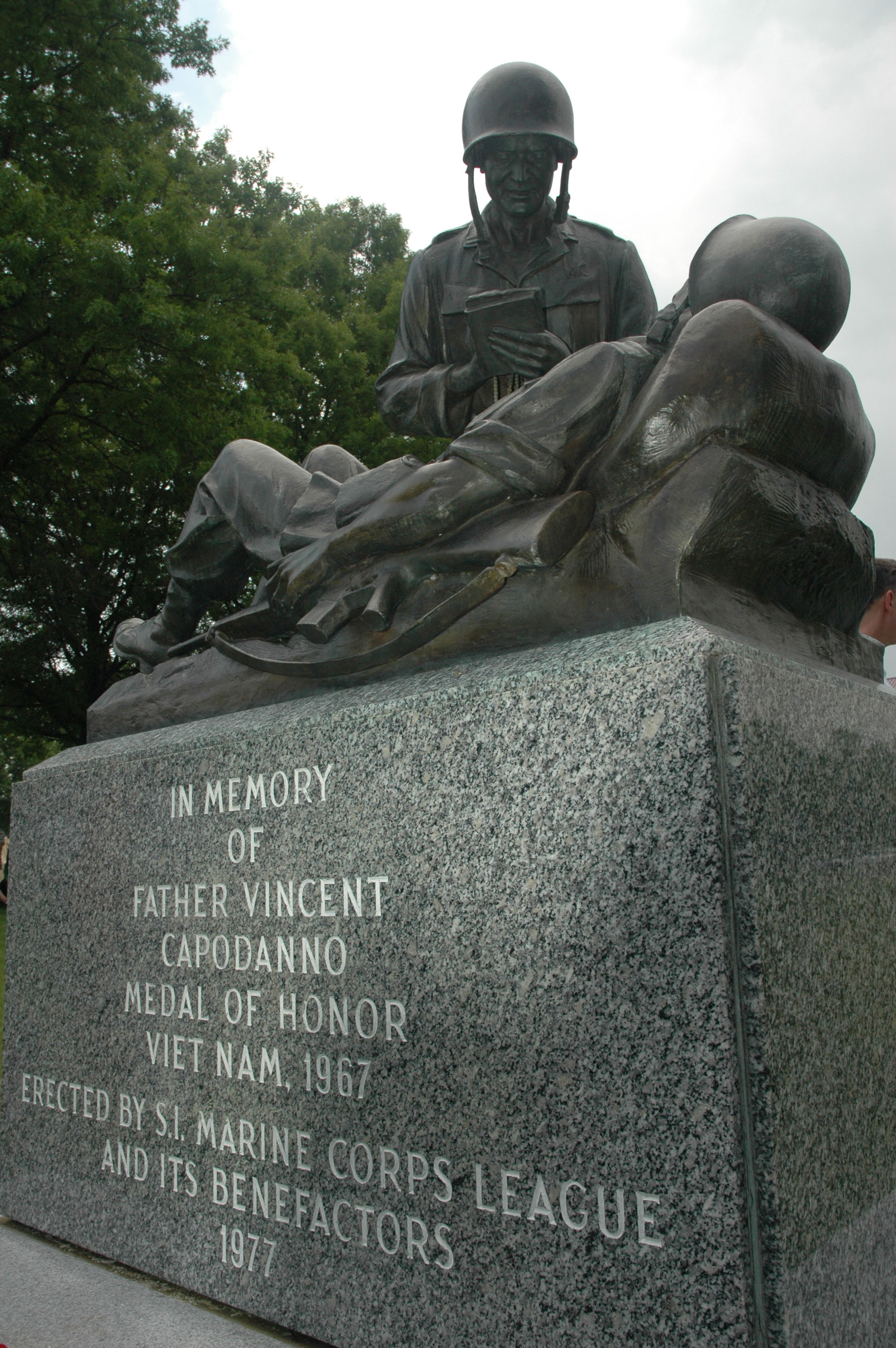
Pomnik ks. por. Vincenta Roberta Capodanno w Fort Wadsworth w Nowym Jorku

Vincent Robert Capodanno (ur. 13 lutego 1929 w Staten Island; zm. 4 września 1967 w Prowincji Quảng Nam) – amerykański duchowny katolicki, misjonarz, kapelan, porucznik Korpusu Piechoty Morskiej, Sługa Boży Kościoła katolickiego.

## Wczesne życie i praca misjonarska
Urodził się 13 lutego 1929 r. na Staten Island w stanie Nowy Jork jako dziesiąte i najmłodsze dziecko małżeństwa włoskich imigrantów. Ukończył Curtis High School 4 lutego 1947 r. i przez rok studiował na Uniwersytecie Fordham, pracując również jako agent ubezpieczeniowy. W 1949 r. wstąpił do Maryknoll Missionary Seminary w Ossining w stanie Nowy Jork. Święcenia kapłańskie przyjął 14 czerwca 1958 r.
Pierwsze zadanie Capodanno jako misjonarza rozpoczęło się w 1959 r. u rdzennych mieszkańców górskich regionów Tajwanu, gdzie służył w parafii, a później w szkole. Po sześciu latach wrócił do Stanów Zjednoczonych na urlop, a następnie został skierowany do szkoły Maryknoll w Hongkongu. Wkrótce potem poprosił o służbę jako kapelan wojskowy w Wietnamie, w miarę nasilania się obecności amerykańskiej w tym kraju.

## Służba wojskowa
28 grudnia 1965 r. Capodanno przyjął stopień porucznika w Korpusie Kapelanów Marynarki Wojennej. Następnie poprosił o służbę we Fleet Marine Force w Wietnamie. Po podstawowym przeszkoleniu do służby w piechocie morskiej, w kwietniu 1966 r. został przydzielony do 1. batalionu 7 Pułku 1 Dywizji Piechoty Morskiej w Wietnamie Południowym. W grudniu przeniesiono go do 1. batalionu medycznego 1 Dywizji Marines. W lipcu 1967 r. został przydzielony do 1. batalionu 5 Pułku Marines, a w sierpniu do kompanii dowodzenia 3. batalionu 5 Pułku 1 Dywizji Piechoty Morskiej. Jeszcze przed śmiercią był nazywany przez innych marines „promieniującym Chrystusem” lub „Grunt Padre”.
4 września 1967 r. o 4:30 rano, podczas operacji Swift w dystrykcie Thăng Bình w dolinie Que Son, elementy 1. batalionu 5 Pułku Marines napotkały dużą jednostkę Armii Wietnamu Północnego, liczącą około 2500 żołnierzy, w pobliżu wioski Dong Son. Przewyższona liczebnie przez przeciwnika i zdezorganizowana kompania D 1. batalionu pilnie potrzebowała posiłków. O godz. 9:14 potwierdzono, że 26 marines zginęło, a dwie kompanie z 3. batalionu 5 Pułku Marines zostały związane walką. O 9:25 dowódca 1. batalionu zażądał dalszych posiłków.
Kiedy usłyszał, że dwa plutony kompanii M z jego batalionu ponoszą straty i są bliskie zniszczenia przez wroga, Capodanno udał do rannych i umierających marines z 2. plutonu, spowiadając ich i udzielając ostatniego namaszczenia. Sam został ranny w rękę, ramiona i nogi. Odmawiając ewakuacji, udał się na pomoc ciężko rannemu żołnierzowi Marynarki Wojennej i dwóm rannym marines zaledwie kilka metrów od nieprzyjacielskiego karabinu maszynowego i zginął; z jego batalionu poległo także 14 marines i 2 żołnierzy. Ciało kapelana zostało odzyskane i pochowane w rodzinnej kwaterze na cmentarzu św. Piotra na Staten Island.
27 grudnia 1968 r. sekretarz marynarki wojennej Paul Ignatius poinformował rodzinę Capodanno, że ich syn zostanie pośmiertnie odznaczony Medalem Honoru w uznaniu jego bezinteresownej ofiary. Oficjalna ceremonia wręczenia odznaczenia odbyła się 7 stycznia 1969 r.

## Proces beatyfikacyjny
19 maja 2002 r. oficjalnie otwarto proces beatyfikacyjny Capodanno. W maju 2004 r. wstępna dokumentacja została przekazana Kongregacji Spraw Kanonizacyjnych, gdzie CatholicMil (później przemianowany na Mission Capodanno) pełnił funkcję Petenta, a biograf Capodanno, Daniel Mode, został mianowany Postulatorem. 21 maja 2006 r. w Waszyngtonie arcybiskup Edwin O’Brien z Archidiecezji Wojskowej Stanów Zjednoczonych Ameryki ogłosił, że Capodanno został oficjalnie mianowany Sługą Bożym. 1 października 2013 r. abp Timothy Broglio przewodniczył formalnemu odnowieniu procesu beatyfikacyjnego. Broglio ogłosił w tym czasie, że nowo utworzona Gildia Capodanno będzie od tej pory pełnić funkcję Petenta, a Andrea Ambrosi Postulatora Rzymskiego.
W 2017 roku, z okazji 50. rocznicy śmierci Capodanno, EWTN we współpracy z Gildią wyprodukował film dokumentalny pt. Called and Chosen, który pokazuje życie Sługi Bożego i trwający proces beatyfikacyjny. Film zdobył nagrodę Gabriel Award 2018 przyznaną przez Katolickie Stowarzyszenie Prasowe dla najlepszego, religijnego widowiska telewizyjnego.